# Henry Bellingham (Ritter)
Sir Henry Bellingham († um 1485) war ein englischer Ritter.

## Leben
Sir Henry war ein treuer Anhänger des Hauses Lancaster und kämpfte während der Rosenkriege bei der Schlacht von Wakefield (1460), Towton (1461) und Hedgeley Moor (1464).
Am 30. Dezember 1460 erhielt er nach der Schlacht von Wakefield den Ritterschlag als Knight Bachelor.
Nach der Niederlage von Towton floh Sir Henry zusammen mit Margarete von Anjou und anderen Treuen, wie Sir Edmund Hampden und Sir Robert Whittingham, ins Exil nach Schottland.
Das erste Parlament unter Eduard IV. verhängte über Sir Henry eine Bill of Attainder, wodurch er in England all seine Rechte und Besitztümer verlor.
Im Juni 1461 kehrte Sir Henry mit Margarete von Anjou und ihrer Armee zurück und belagerte Carlisle Castle, wobei Teile der Stadt niedergebrannt wurden.
Kurz darauf geriet Sir Henry bei der Belagerung von Naworth Castle in Gefangenschaft und wurde in den Tower of London gebracht, aber kurz darauf begnadigt, freigelassen und die Bill of Attainder wurde wieder aufgehoben. Seinen Besitz erhielt Sir Henry aber nicht zurück.
Sir Henry begleitete 1463 John Tiptoft, 1. Earl of Worcester bei einer Seeexpedition entlang der Küste, aber sein anscheinender Friede mit dem Haus York war nur von kurzer Dauer.
Bereits 1463/64 floh er nach Bamburgh Castle, um die dort belagerten Lancastertruppen zu unterstützen und wurde hierfür erneut mit einer Bill of Attainder belegt.
Bei der Belagerung von Harlech Castle gehörte Sir Henry zeitweise zu den Verteidigern und wurde am 14. August 1468, als die Burg nicht mehr zu halten war, gefangen genommen und im Tower of London inhaftiert, im Oktober aber erneut begnadigt und auf freien Fuß gesetzt.
Während der erneuten Inthronisierung Heinrich VI. (Haus Lancaster) 1470 war Sir Henry ein aktiver Unterstützer, musste aber 1471 nach der Rückkehr Eduards IV. vor einer Verhaftung fliehen und wurde erneut mit einer Bill of Attainder belegt, die zu seinen Lebzeiten auch nicht mehr revidiert wurde.
Das genaue Datum seines Todes ist nicht bekannt, Sir Henry muss aber um 1485 verschieden sein.